# Ranunculus capellaensis
Ranunculus capellaensis är en ranunkelväxtart som beskrevs av P. van Royen. Ranunculus capellaensis ingår i släktet ranunkler, och familjen ranunkelväxter. Inga underarter finns listade i Catalogue of Life.